# Cathédrale Saint-François-Xavier de Chicoutimi
Cette  cathédrale n’est pas la seule cathédrale Saint-François-Xavier.
La cathédrale Saint-François-Xavier de Chicoutimi est une cathédrale catholique située à Saguenay au Québec (Canada). Il s'agit de la cathédrale du diocèse de Chicoutimi. Elle a été construite de 1919 à 1922 en remplacement de l'ancienne cathédrale détruite par les flammes en 1912.

## Description

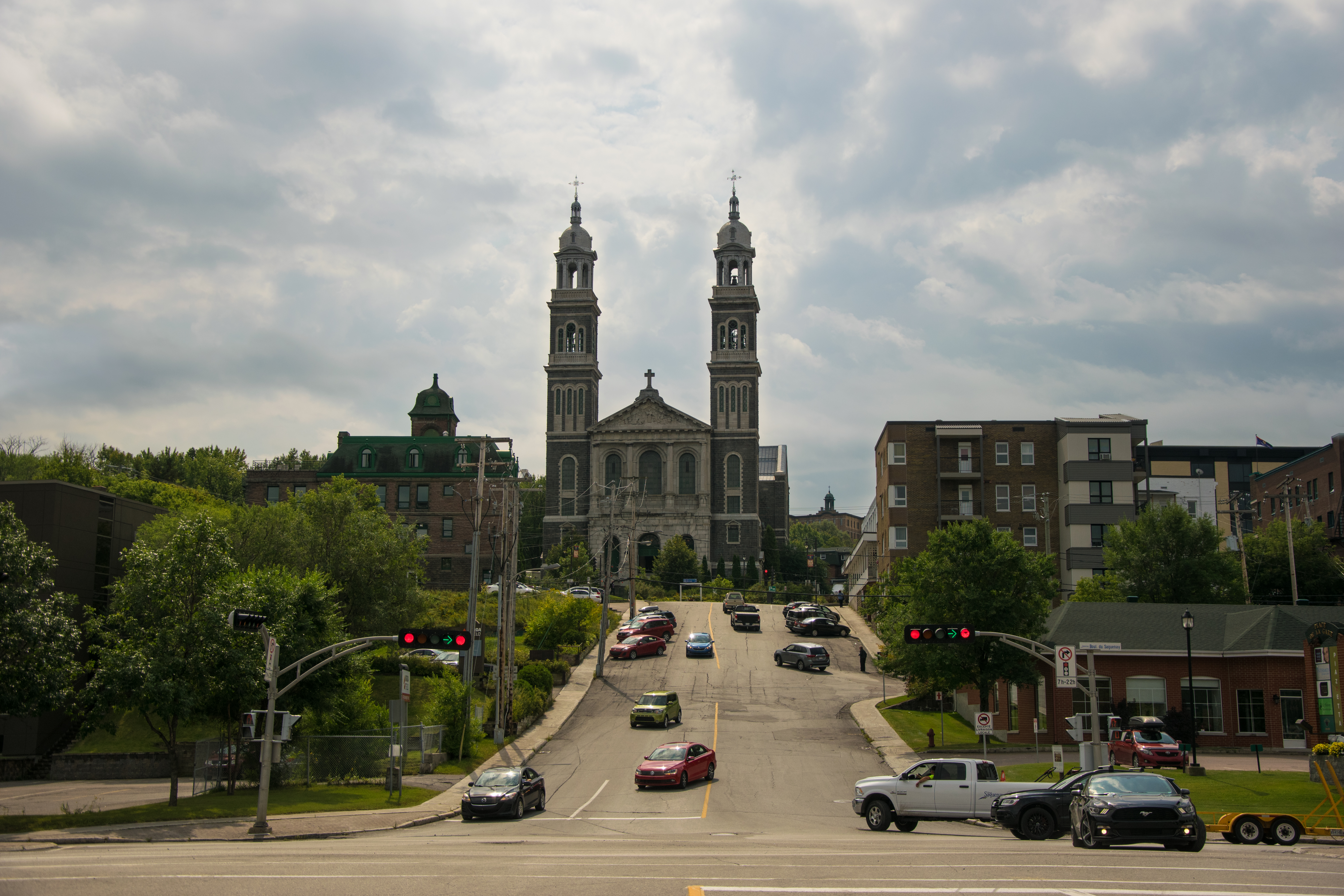
La cathédrale Saint-François-Xavier en 2016

La cathédrale Saint-François-Xavier est une église catholique sise au 514, rue Racine Est dans l'arrondissement de Chicoutimi de la ville de Saguenay au Québec,,. Elle fait partie du site du patrimoine de la rue du Séminaire, un site patrimonial comprenant plusieurs bâtiments,.
Il s'agit d'une église en pierre de style ayant un plan en forme de croix latine avec un chœur en saillie. Le siège de l'évêque, la chaire, les stalles, le fronton, les fonts baptismaux, les bancs du chœur, les verrières et le Christ en gloire présentent une qualité artistique. Lauréat Vallière et Joseph Villeneuve ont contribué à l'ornement de la cathédrale. Elle comprend un orgue Casavant datant de 1944.

## Histoire

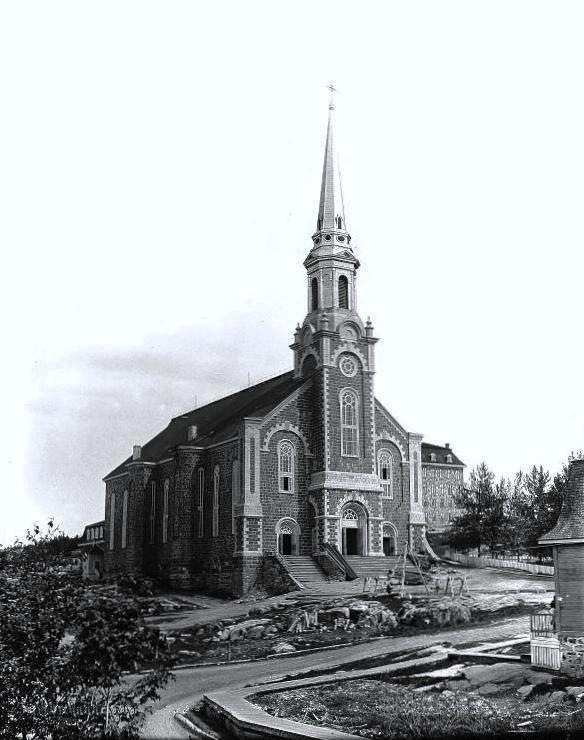
L'ancienne église de Chicoutimi vers 1890

La paroisse a été érigée canoniquement le 14 mai 1859. La première cathédrale de Chicoutimi avait été inaugurée en 1878 et son architecte initial avait été Joseph-Ferdinand Peachy. Celle-ci fut détruite par incendie majeur le 24 juin 1912,.
La cathédrale actuelle a été construite de 1919 à 1922,. Elle a été consacrée en 1922.
En 1954, une nouvelle paroisse associée à la cathédrale a été érigée.
Le 17 septembre 1972, la cathédrale a été, à nouveau, consacrée.
Le 1er décembre 2002, la paroisse Saint-Nom-de-Jésus a été dissoute et annexée à la paroisse Saint-François-Xavier. Le 1er octobre 2014, la paroisse Saint-François-Xavier a été regroupée au sein de l'unité pastorale Chicoutimi-Laterrière.

## Religion

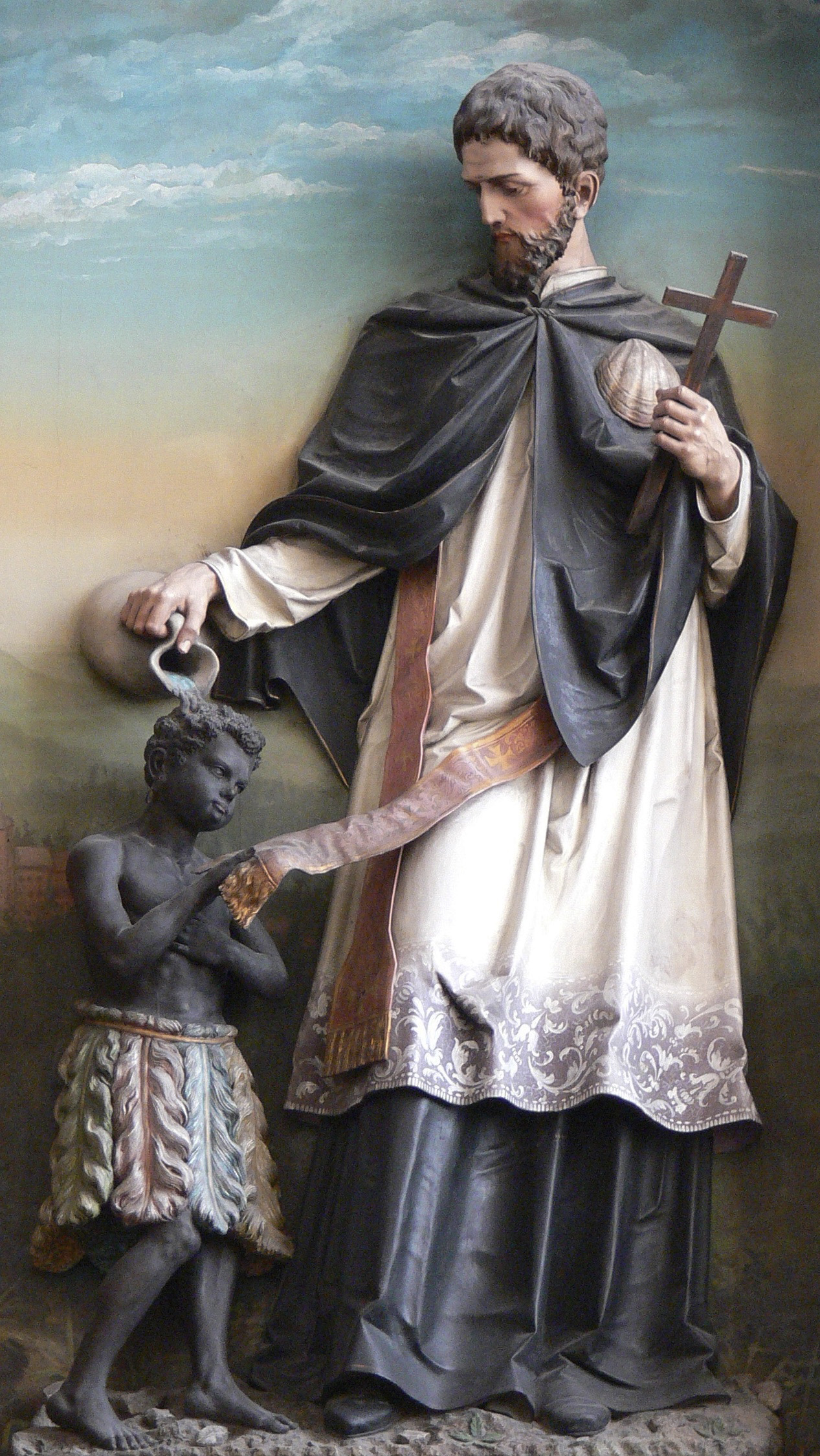
Saint François Xavier, saint patron de la cathédrale

La cathédrale Saint-François-Xavier est la cathédrale du diocèse de Chicoutimi,. La paroisse rattachée à la cathédrale porte également le nom de Saint-François-Xavier. Depuis 2002, elle comprend également l'église Saint-Nom-de-Jésus, aussi située dans l'arrondissement de Chicoutimi à Saguenay. Depuis 2014, elle fait partie de l'unité pastorale Chicoutimi-Laterrière.
Le saint patron de la cathédrale est saint François Xavier.